# ベアトリス・デ・カスティーリャ・イ・モリナ
ベアトリス・デ・カスティーリャ・イ・モリナ（西：Beatriz de Castilla y Molina, 葡：Beatriz de Molina e Castela , 1293年3月8日 - 1359年10月25日）は、ポルトガル王アフォンソ4世の王妃。カスティーリャ王サンチョ4世と王妃マリア・デ・モリナの末子で、フェルナンド4世の同母妹。アフォンソ4世の父方の祖母であるアフォンソ3世の王妃ベアトリスの姪に当たる。

## 生涯
1309年に、兄フェルナンド4世の王妃コンスタンサの弟で、当時王太子であったアフォンソと結婚した。2人の間には4男3女が生まれた。
- マリア（1313年 - 1357年） - 従兄であるカスティーリャ王アルフォンソ11世と結婚
- アフォンソ（1315年）
- ディニス（1317年 - 1318年）
- ペドロ1世（1320年 - 1367年）
- イザベル（1324年 - 1326年）
- ジョアン（1326年 - 1327年）
- レオノール（1328年 - 1348年） - アラゴン王ペドロ4世と結婚

息子ペドロ1世の即位後の1359年に死去した。

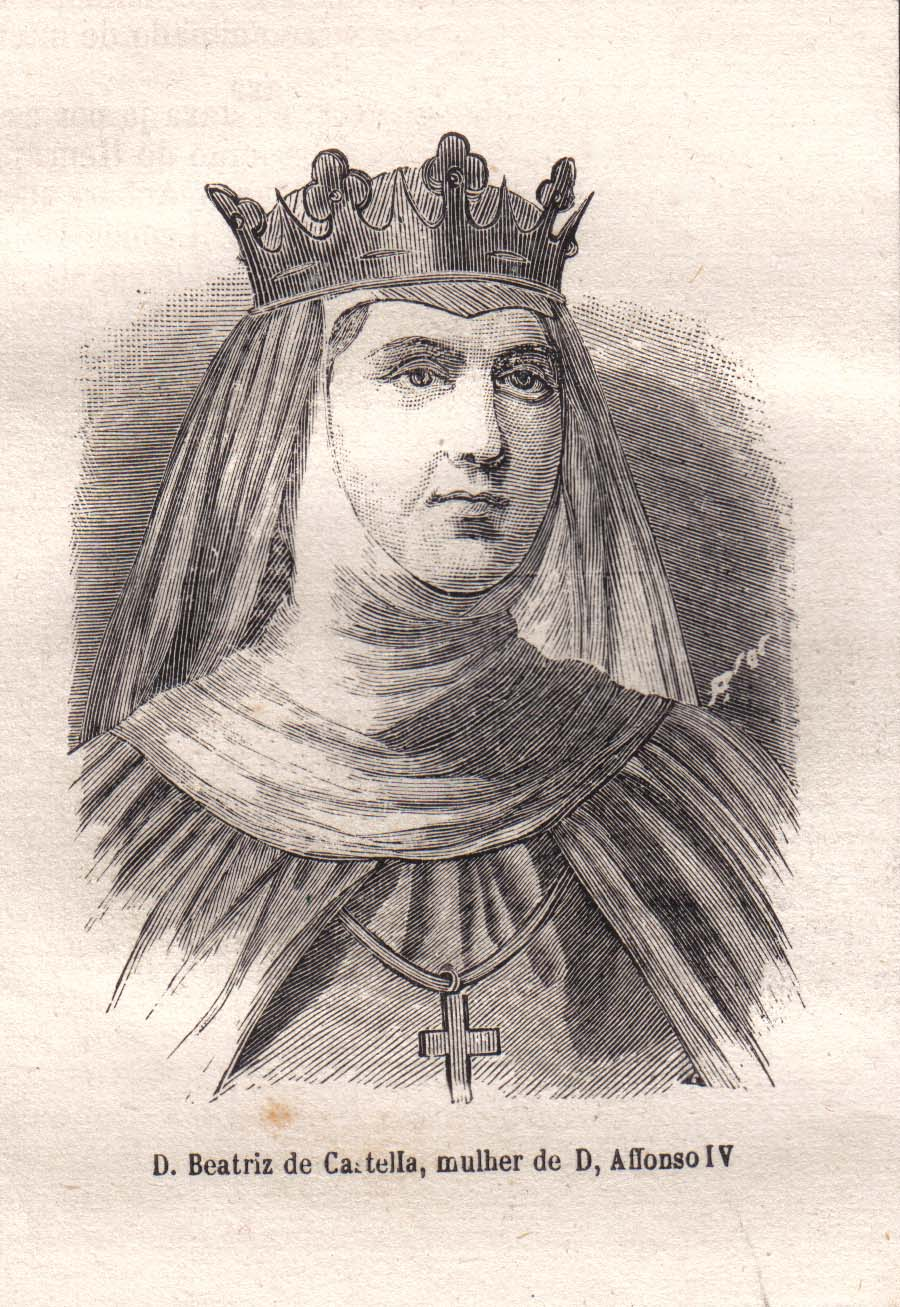
ベアトリス・デ・カスティーリャ